# Giáo hoàng Bônifaciô VI
Bônifatiô VI (La tinh: Bonifacius VI) là vị giáo hoàng thứ 112 của Giáo hội Công giáo. Sau khi Giáo hoàng Stephen V (VI) qua đời vào năm 896 thì Bonifacius được đưa lên Giáo hoàng.
Triều đại của ông chỉ tồn tại trong một thời gian rất ngắn và là một trong những triều đại Giáo hoàng ngắn nhất. Theo niên giám tòa thánh năm 1861 thì ông chỉ ở ngôi Giáo hoàng trong 16 ngày. Niên giám tòa thánh năm 2003 xác định triều đại chỉ kéo dài trong tháng 4 năm 896.
Giáo hoàng Bonifacius sinh tại Rôma. Trong thời kỳ này, Việc bầu cử Giáo hoàng có những móc ngoặc, ngôi Giáo hoàng bị các đại gia đình phong kiến ở Ý thao túng. Ông được lên kế vị Formôsiô bởi một bọn phiến loạn những người Rôma.
Ông chỉ ở ngôi 16 ngày, sau đó ông chết vì bệnh gút hoặc bị hạ bệ bởi bọn phiến loạn Spôlét tùy theo các truyền thống. Việc bầu ông bị hủy bỏ trong Công đồng Rô-ma do Gioan IX triệu tập năm 898.